# Universidade Nacional de Educação de Chuncheon
A Universidade Nacional de Educação de Chuncheon (CNUE) é uma universidade nacional situada em Chuncheon, Gangwon, Coreia do Sul. Fundada em 1939 com o nome de Escola Normal de Chuncheon, a instituição é uma das diversas universidades especializadas na formação de professores do ensino fundamental.

## Departamentos de graduação
- Departamento de Educação Ética
- Departamento de  Educação Coreana
- Departamento de Educação de Estudos Sociais
- Departamento de Educação
- Departamento de Educação em Matemática
- Departamento de Educação em Ciências
- Departamento de Educação em Arte Prática
- Departamento de Educação em Música
- Departamento de Educação Artística
- Departamento de Educação Física
- Departamento de Educação de Inglês
- Departamento de Educação em Computação